# Боро Кенай
Шаблон:StateAbbr_ 60°25′00″ пн. ш. 151°15′00″ зх. д. / 60.416666666667° пн. ш. 151.25° зх. д.
Боро Кенайського півострова (англ. Kenai Peninsula Borough) — боро в штаті Аляска, США. Охоплює території навколо Кенайської затоки та більшу частину самої затоки.

## Демографія
За даними перепису 2000 року загальне населення боро становило 49 691 осіб, зокрема міського населення було 7874, а сільського — 41 817. Серед мешканців округу чоловіків було 25 853, а жінок — 23 838. У боро було 18 438 домогосподарств, 12 716 родин, які мешкали в 24 871 будинках. Середній розмір родини становив 3,15 осіб.
Віковий розподіл населення поданий у таблиці:
| Стать    | До 15 років | 15-21 | 22-29 | 30-39 | 40-49 | 50-65 | 65-85 | Понад 85 |
| -------- | ----------- | ----- | ----- | ----- | ----- | ----- | ----- | -------- |
| Чоловіки | 6121        | 2732  | 2034  | 3665  | 5166  | 4370  | 1688  | 77       |
| Жінки    | 5889        | 2273  | 1860  | 3496  | 4776  | 3660  | 1750  | 134      |

## Оточення
- Зона перепису Бетел — із північного заходу
- Боро Матануска-Сусітна — із півночі
- Місто-боро Анкоридж — із північного сходу
- Зона перепису Вальдез—Кородова[en] — зі сходу
- Боро Лейк-енд-Пенінсула — із заходу
- Боро острова Кадьяк — із півдня